# Rodoszi Zénón
Rodoszi Zénón (i. e. 2. század) görög történetíró.
Rodosz szigetéről származott, Polübiosz kortársa volt. Elkészítette szülővárosa történetét, de Polübiosz kritikája szerint a formára sokkal nagyobb figyelmet fordított, mint a tartalomra. A mű néhány töredéktől eltekintve elveszett.